# Nitrosopumilus
Genre
Nitrosopumilus est un genre d'archées de la famille des Nitrosopumilaceae.
S'y trouve rattachée notamment l'espèce marine très commune Nitrosopumilus maritimus.

## Liste des espèces
Selon NCBI (17 juillet 2019) :
- Nitrosopumilus cobalaminigenes Qin & al. 2017
- Nitrosopumilus maritimus Konneke & al. 2006
- Nitrosopumilus oxyclinae Qin & al. 2017
- Nitrosopumilus ureiphilus Qin & al. 2017
- Candidatus Nitrosopumilus adriaticus Bayer & al. 2016
- Candidatus Nitrosopumilus koreensis Park & al. 2012
- Candidatus Nitrosopumilus piranensis Bayer & al. 2016
- Candidatus Nitrosopumilus salaria Mosier & al. 2012
- Candidatus Nitrosopumilus sediminis Park & al. 2012
- Candidatus Nitrosopumilus sp. DDS1
- Candidatus Nitrosopumilus sp. NM25
- Candidatus Nitrosopumilus sp. SW